# Helga Henning
Helga Henning-Fricke, nemška atletinja, * 11. november 1937, Laatzen, Nemčija.
Nastopila je na poletnih olimpijskih igrah leta 1968 ter osvojila sedmo mesto v teku na 400 m. Na evropskih prvenstvih je v isti disciplini osvojila četrto in peto mesto, na evropskih dvoranskih prvenstvih pa naslov prvakinje leta 1966.